# Eufemia Barrios Huidobro
Eufemia Barrios Huidobro fue jefa de la estación de Erenchun (Álava), perteneciente al desaparecido Ferrocarril Vasco-Navarro, entre los años 1927 y 1965. Fue una de las primeras jefas de estación de ferrocarril de España.

## Biografía
Era natural de Cascajares de Bureba, provincia de Burgos. Llegó a Erenchun con su marido, Apolinar González, que fue a trabajar en la construcción del tramo Vitoria-Estella del Ferrocarril Vasco-Navarro. Cuando al terminar la construcción de la línea Apolinar pasó definitivamente a formar parte de las Brigadas de Vías y Obras, los dos se quedaron definitivamente en Erenchun. 

### Jefa de estación
Varias de las mujeres que llegaron en los inicios del funcionamiento de la infraestructura ferroviaria, llegaron a ser encargadas de estación. Este fue el caso de Eufemia, que permaneció en el cargo en la estación de Erenchun desde que se inauguró la línea Vitoria-Estella hacia el año 1927, hasta su jubilación en 1965, a la edad de 72 años.

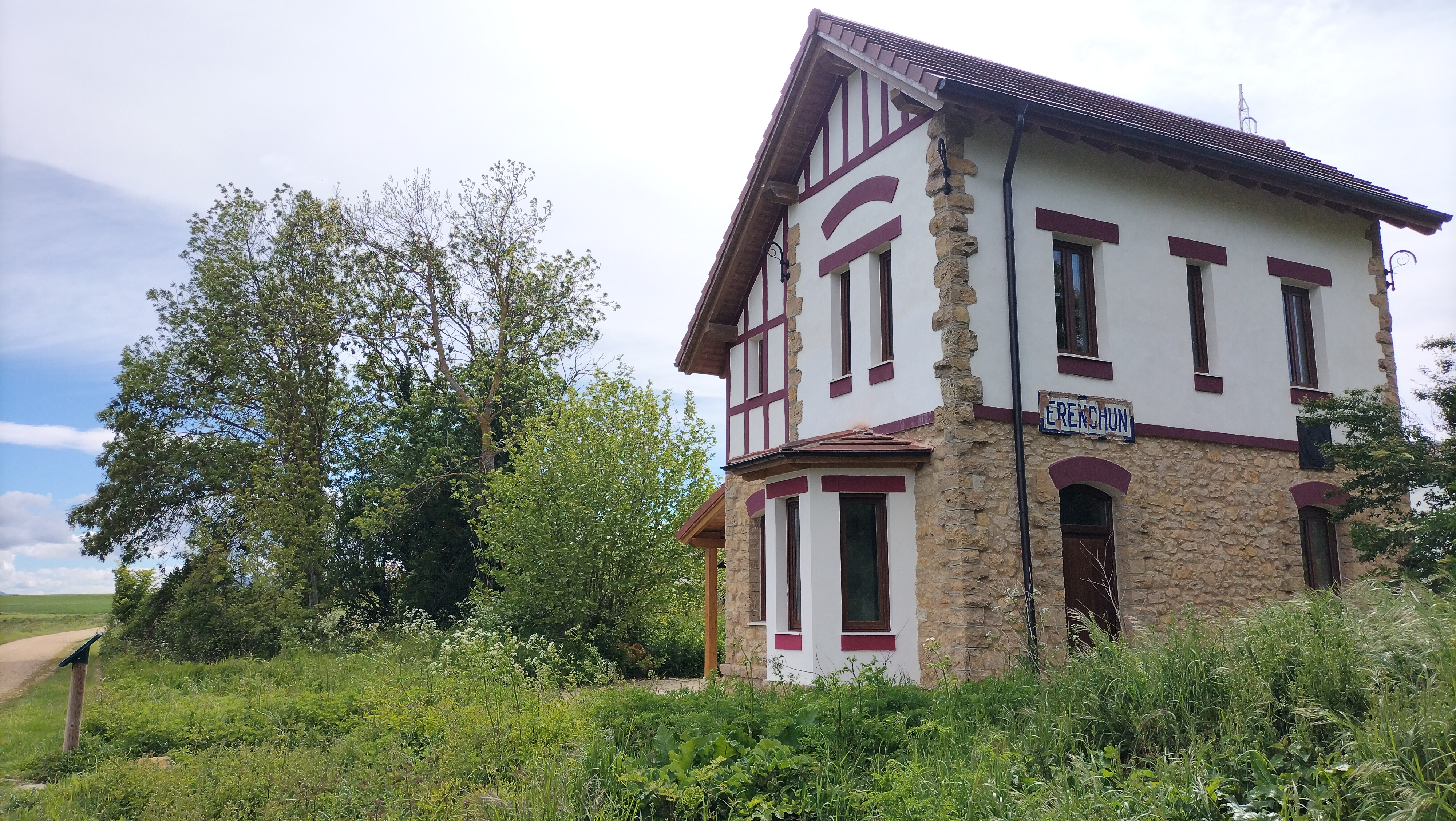
Estación de Erentxun

Su jornada empezaba aproximadamente a las seis de la mañana, para poder dar paso al primer tren. En una ocasión, gracias a su atención constante se evitó una tragedia: le avisaron de que un tren cargado de arena de la cantera de Laminoria llegaba sin control y podía chocar con un tren de pasaje que se dirigía a Estella. La encargada de la estación de Erenchun hizo uso del cambio de agujas y lo condujo a una vía muerta. Además de los trenes y la estación, Eufemia se encargaba de la casa, de los animales y del huerto.

## La mujer y el Ferrocarril Vasco-Navarro
El Ferrocarril Vasco-Navarro, también llamado Trenico, Vasco o Anglo, fue una línea de ferrocarril de vía estrecha que se comenzó a construir en 1887. En total, estuvo 78 años en circulación por un trazado de 143 km entre Bergara en Guipúzcoa y Estella en Navarra. Cuando se electrificó, en los años treinta del siglo XX, se convirtió en la línea férrea de vía métrica más importante de España y en una de las más modernas, al mismo nivel que las mejores de Europa. El 31 de diciembre de 1967 el Vasco-Navarro hizo su último viaje.
Tras su cierre, las instalaciones quedaron en desuso y abandonadas. Las vías y las catenarias fueron desmanteladas y los edificios fueron destruidos o destinados a otros usos. Desde 2023 el Ferrocarril Vasco-Navarro a su paso por Euskadi cuenta con protección legal puesto que el Gobierno Vasco aprobó su declaración como Bien Cultural de Protección Especial, con la Categoría de Conjunto Monumental.

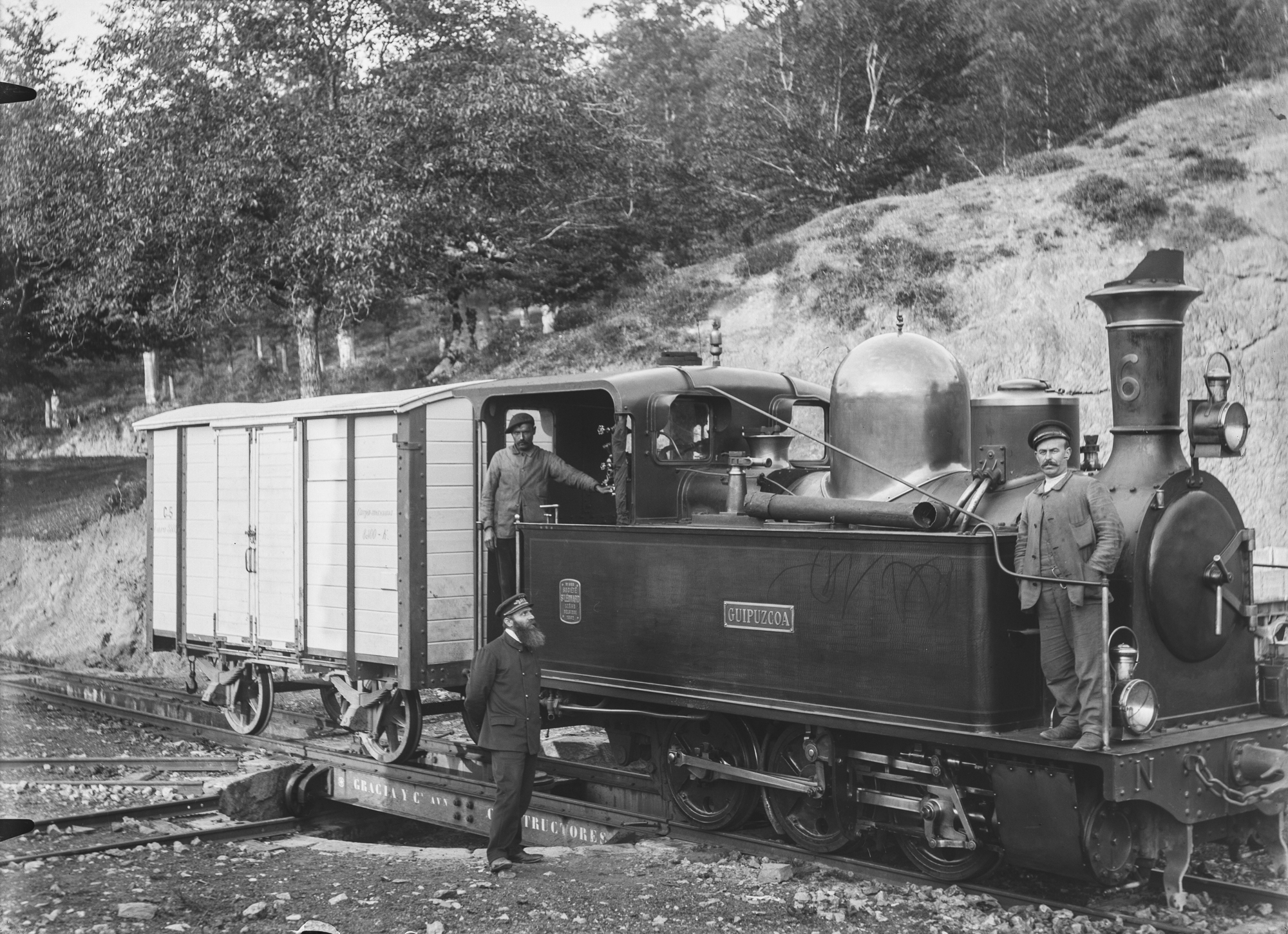
Locomotora de vapor "Guipúzcoa"

Tradicionalmente, los trabajos en el ferrocarril español los ejercían los hombres. Durante mucho tiempo la participación de las mujeres se limitó a la incorporación de viudas o hijas de agentes ferroviarios que, como consecuencia de un accidente laboral, hubieran fallecido o quedado inválidos. En un principio, la mujer solo accedía a trabajos que la mentalidad de aquella época consideraba adecuados como el de limpiadora. Más adelante y poco a poco, se fueron incorporando a puestos de secretarias, guardagujas, vendedoras de billetes, etc. pero siempre con un sueldo muy modesto.

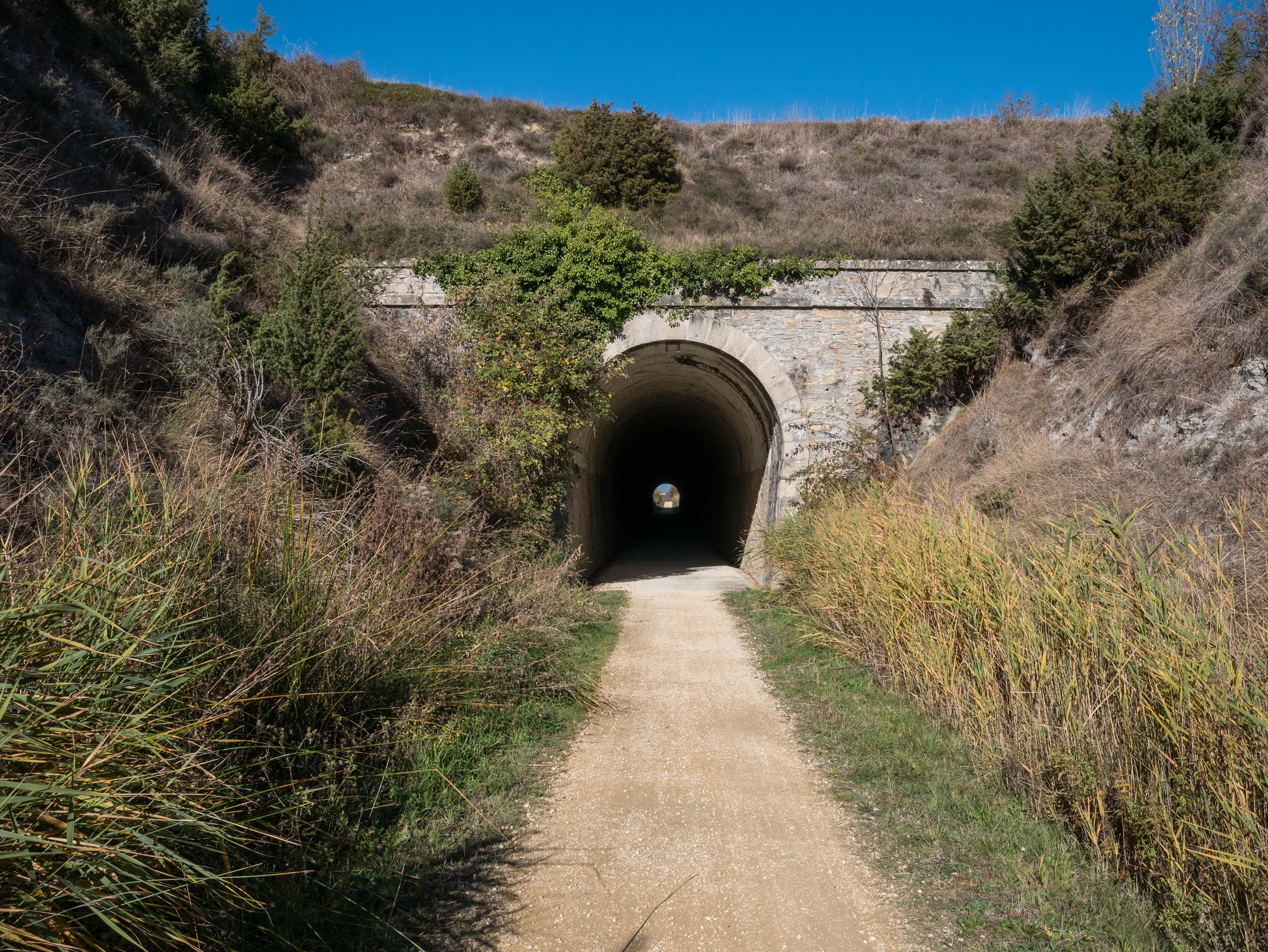
Túnel del Ferrocarril Vasco-Navarro en Trocóniz

En el caso del Vasco-Navarro, y por decisión personal de Alejandro Mendizábal, ingeniero encargado de la construcción de la línea a su paso por Álava, durante mucho tiempo las encargadas de estación del trazado Vitoria-Estella fueron mujeres. Aunque se decía que el ingeniero tenía mucha confianza en la valía de las mujeres, en general se creía que la razón principal de la elección era económica puesto que, desempeñando la misma función, ellas cobraban mucho menos que los hombres. De hecho, la denominación oficial del puesto de trabajadoras como Eufemia Barrios Huidobro era encargada y no jefe de estación como en el caso de los varones. Además, las mujeres solo llegaron a trabajar en estaciones de tercera. Otras mujeres responsables de estaciones de la línea vasco-navarra en territorio alavés  fueron Mercedes Díaz, María Leorza, o las hermanas Mercedes y Cándida Olejua.
El ferrocarril Vasco-Navarro fue probablemente el primero en España en contar con mujeres en puestos de cierta responsabilidad y supuso un importante fuente de desarrollo económico y social en las zonas que atravesaba, generando empleo y facilitando la apertura social y económica de la zona al exterior por su conexión directa a Vitoria-Gasteiz y a Estella.

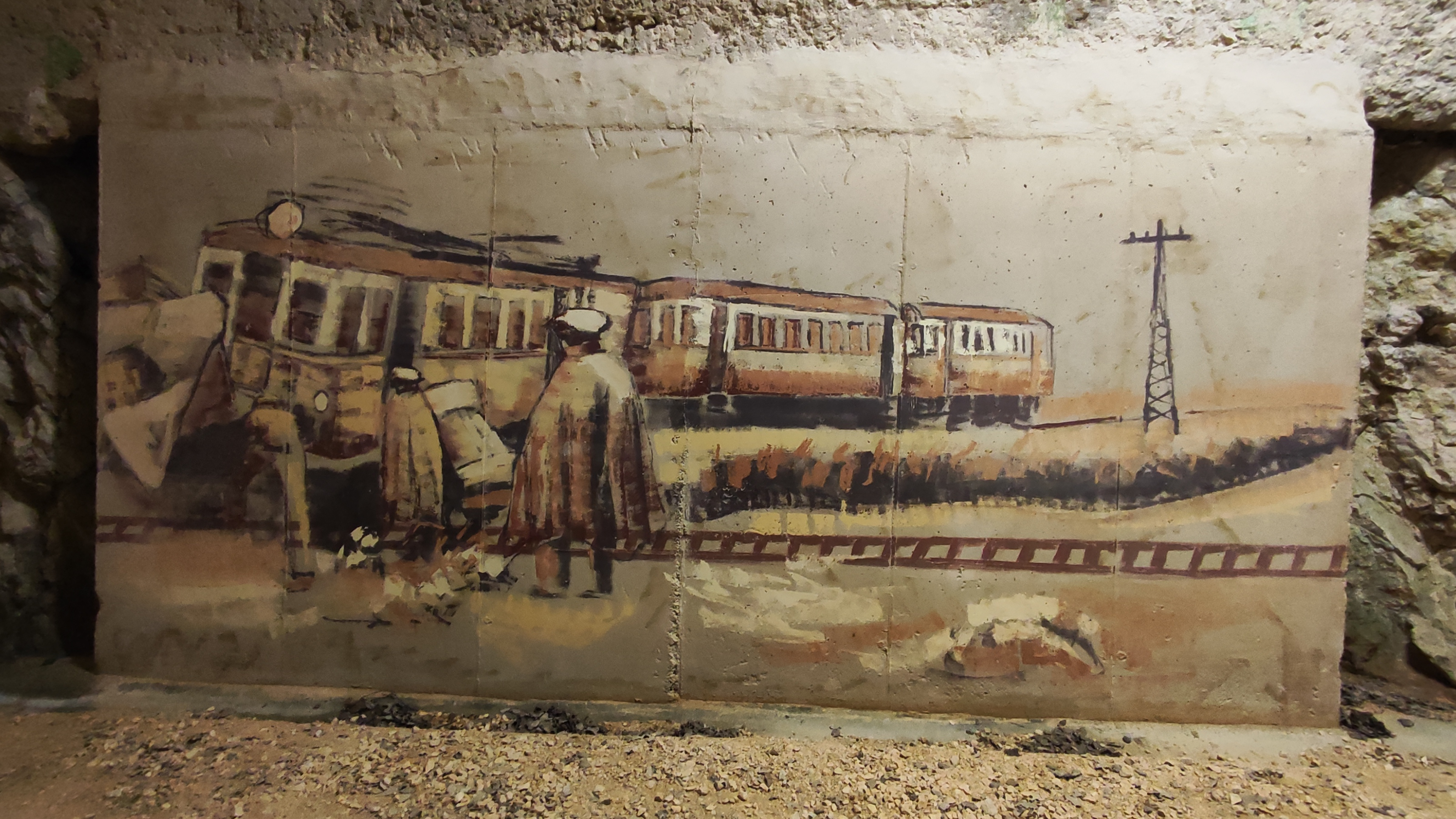
Mural en el túnel de Leorza-Cicujano del Vasco-Navarro

### Memoria de las mujeres deltrenico
Con motivo de la conmemoración el 31 de diciembre de 2020 de los 53 años de la clausura del Ferrocarril Vasco-Navarro, en 2021 se presentó el proyecto Recuperación de memoria de las mujeres protagonistas del Ferrocarril Vasco-Navarro. El estudio realizado reflejó el carácter diferencial de este ferrocarril en el empleo y contratación de mujeres y recogió los testimonios de mujeres guardabarreras, hijas de trabajadoras del tren y usuarias para recuperar la memoria histórica del ferrocarril que unía Estella con Vitoria-Gasteiz, desde su inauguración en 1927 hasta su cierre en diciembre de 1967. El proyecto dio como fruto veinte horas de material audiovisual.
La difusión del trabajo se realizó también posteriormente a través de la obra de teatro Memoria sobre raíles, itinerante por los diferentes pueblos por los que pasaba el ferrocarril. La puesta en escena contó con la dirección de Marta Juaniz y de la compañía La Nave Teatro, además de con la colaboración de actrices y actores aficionados de Tierra Estella.